# Krasnystaw (gromada 1962–1972)
Krasnystaw (do 31 XII 1961 Rońsko Kolonia) – dawna gromada, czyli najmniejsza jednostka podziału terytorialnego Polskiej Rzeczypospolitej Ludowej w latach 1954–1972.
Gromady, z gromadzkimi radami narodowymi (GRN) jako organami władzy najniższego stopnia na wsi, funkcjonowały od reformy reorganizującej administrację wiejską przeprowadzonej jesienią 1954 do momentu ich zniesienia z dniem 1 stycznia 1973, tym samym wypierając organizację gminną w latach 1954–1972.
Gromadę Krasnystaw z siedzibą GRN w mieście Krasnymstawie (nie wchodzącym w jej skład) utworzono 1 stycznia 1962 w powiecie krasnostawskim w woj. lubelskim w związku z przeniesieniem siedziby gromady Rońsko Kolonia z Rońska Kolonii do Krasnegostawu i zmianą nazwy jednostki na gromada Krasnystaw; równocześnie, do nowo utworzonej gromady Krasnystaw włączono obszar zniesionej gromady Małochwiej Duży oraz wieś i kolonię Dworzyska ze zniesionej gromady Wólka Orłowska w tymże powiecie.
1 stycznia 1963 z gromady Krasnystaw wyłączono wieś i kolonię Dworzyska, włączając je do gromady Izbica w tymże powiecie.
1 stycznia 1969 do gromady Krasnystaw włączono obszar zniesionej gromady Zakręcie w tymże powiecie.
Gromada przetrwała do końca 1972 roku, czyli do kolejnej reformy gminnej. 1 stycznia 1973 w powiecie krasnostawskim reaktywowano zniesioną w 1954 roku gminę Krasnystaw.
Uwaga: Gromada Krasnystaw (o innym składzie) istniała w powiecie krasnostawskim także w latach 1954–1956.